# A Flowergirl's Romance
A Flowergirl's Romance è un cortometraggio muto del 1910 diretto da Lewin Fitzhamon e interpretato da Flora Morris.

## Trama
Un venditore ambulante prende una fioraia per aver rubato la borsa di un marinaio.

## Produzione
Il film fu prodotto dalla Hepworth.

## Distribuzione
Distribuito dalla Hepworth, il film - un cortometraggio di 198 metri - uscì nelle sale cinematografiche britanniche nel novembre 1910.
Si conoscono pochi dati del film che, prodotto dalla Hepworth, fu distrutto nel 1924 dallo stesso produttore, Cecil M. Hepworth. Fallito, in gravissime difficoltà finanziarie, il produttore pensò in questo modo di poter almeno recuperare il nitrato d'argento della pellicola.